# Вовк (сузір'я)
Вовк (лат. Lupus) — це сузір'я на Південному небі.. Це сузір'я було вперше описано ще в другому столітті Птолемеєм і входить до складу сучасних 88 сузір'їв. Спочатку Вовк був частиною більшого сузір'я Центавр, яке знаходиться трохи на захід від нього. Вовок відомий своєю яскравістю, хоч і не має численних видатних зір, і розташовується в середній частині південного небесної півкулі.
Сузір'я Вовка межує з шістьма іншими сузір'ями. Одне з них, Гідра, лише торкається куточка Вовка, тоді як решта п’яти — це Скорпіон, Косинець, Циркуль, Терези та Центавр. Вовк займає площу 333,7 квадратних градусів, що складає лише 0,809% нічного неба, і займає 46-е місце серед усіх 88 сучасних сузір'їв.

Трибуквена абревіатура для цього сузір'я, яка була затверджена Міжнародним астрономічним союзом у 1922 році, — Lup. Офіційні межі сузір'я визначені як дванадцятигранник. В екваторіальних координатах межі Вовк має пряме сходження між 14h 17m 48.0635s і 16h 08m 36.6735s, а координати схилення варіюються від −29,83° до −55,58°. Повне сузір'я можна спостерігати з території, розташованої південніше 34° північної широти.

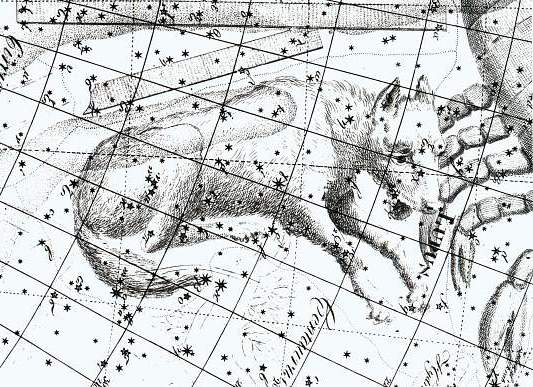
Зображення сузір'я Вовка із зоряного атласа Йоганна Боде, 1778

## Історія та міфологія
У давнину сузір'я Вовка спочатку було частиною Центавра і трактувалося як астеризм, що символізував тварину, яку вбивають або мають убити в ім'я або на користь Центавра. Альтернативно, як згадував астроном Ератосфен, Вовк міг бути уявленим як механізм або пристрій, який утримує Центавр. Лише у 2 столітті до нашої ери, після того як грецький астроном Гіппарх з Бітинії дав сузір'ю назву "Теріон" (що в середньовічній латині стало "Фера", тобто "звір"), Вовка було відокремлено від Центавра. Грецька назва сузір'я, базувалося на вавилонському образі "Божевільної собаки" (UR.IDIM). Це була гібридна істота, яка поєднувала людську голову та торс з ногами та хвостом лева. Вавилонці використовували знак 'UR' для позначення великих хижаків, таких як леви, вовки та собаки. Ця фігура часто зустрічалася у контексті божества сонця і міфічної істоти, званої "людина-Бізон", яка, пов'язана з грецьким сузір'ям Центавра.
У арабській народній астрономії Вовк разом із Центавром називалися الشמاريخ (аль-Шамаріх), що означає «щільні гілки плодів фінікової пальми». Пізніше, в ісламській середньовічній астрономії, це сузір'я отримало назву السبع (аль-Саб‘), що є терміном, який використовували для позначення будь-якої хижої дичини (подібно до грецького терміну therion), і було зображено як окреме сузір'я, але часто на малюнках воно зображувалося разом з Центавром. У деяких манускриптах Книги сталих зір Абд аль-Рахман аль-Суфі й на небесних глобусах його зображали як лева, а в інших — як вовка, що відповідало назві Саб‘.

## Розташування

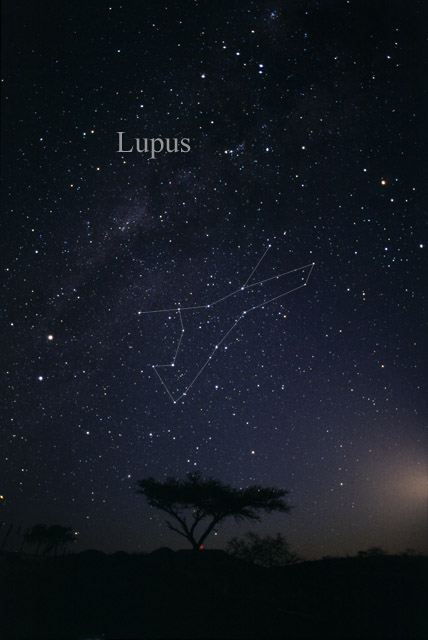
Сузір'я Вовк неозброєним оком.

Сузір'я Вовка  розташоване на південь від екліптики, тобто його можна спостерігати переважно з Південної півкулі або з південних регіонів Північної півкулі, наприклад, у Флориді. Найкращий час для його спостереження — з квітня по вересень. Вовк знаходиться між сузір'ями Скорпіона (англ. Scorpius) і Центавра (англ. Centaurus), поруч із менш відомим сузір'ям Косинець (англ. Norma). Оскільки зорі Вовка доволі тьмяні, знайти його на небі не завжди просто. Легше спочатку розпізнати яскраві обриси Скорпіона та Центавра, а потім звернути увагу на темну область між ними. Саме тут розташовані Вовк і Коцинець, причому Вовк містить яскравіші зорі та лежить північніше від Косинця.

### Як виглядає Вовк?
Форма цього сузір'я дійсно віддалено нагадує вовка. Якщо спостерігати його з Північної півкулі то можна побачити лише голову Вовка біля Скорпіона. А от у Південній півкулі в червневі вечори сузір'я буде розташоване високо в небі. Якщо спрямувати телескоп на межі сузір'я, можна знайти багато подвійних зір і зоряних скупчень. Хоча Вовк розташований на тлі Чумацького Шляху, він не має багато яскравих об'єктів, які можна було б легко спостерігати в бінокль.

## Зорі
В межах сузір'я Вовка знаходиться 127 зір, чия яскравість дорівнює або перевищує видиму величину 6,5. Відомий астроном Аллен у своїй книзі Star Names and Their Meanings навів китайські імена для деяких зір цього сузір'я: Ян Мун для Альфи Вовка, найяскравішої зорі сузір'я, та КеКван для блакитного гіганта Бети Вовка. Деякі найяскравіші зорі в цьому сузір'ї:
- Альфа Вовка — це блакитний гігант, найяскравіша зоря в сузір'ї Вовка. Її видима величина 2,3 дозволяє легко побачити її неозброєним оком навіть у місцях із високим рівнем світлового забруднення, за шкалою Бортля(інші мови). Згідно з вимірюваннями паралакса місі Гіппаркоса, Альфа Вовка знаходиться на відстані близько 460 світлових років (140 парсеків) від Землі. Це одна з найближчих зір, яка може стати надновою[12][13][14].
- Бета Вовка, також відома як Кекоан, — це яскрава блакитний гігант. Видима величина зорі становить 2,7 і робить її помітною неозброєним оком. Згідно з вимірюваннями паралакса, Бета Вовкаі знаходиться на відстані близько 383 світлових років (117 парсеків) від Землі[15].
- Гамма Вовка — це блакитний гігант типу B, який є зорею 3-ї величини в сузір'ї  Вовка. Гамма Лупі A є спектроскопічною подвійною зорею з періодом обертання 2,849769 доби. Хоча система не демонструє затемнень, гарячіша зоря системи нагріває сторону холоднішої зорі, яка звернена до неї. Це змінює яскравість загального світла на 0,02 величини, що можна спостерігати з Землі[16][17].
- Дельта Вовка  — це зоря, яка залишається видимою в певних широтах протягом всього року. Дельта Вовка є четвертою за яскравістю зорею в сузір'ї Вовк. Відстань до цієї зорі була виміряна за допомогою методу паралакса, і згідно з оцінками, вона знаходиться на відстані близько 900 світлових років від Землі з похибкою 15%[18].

## Туманності

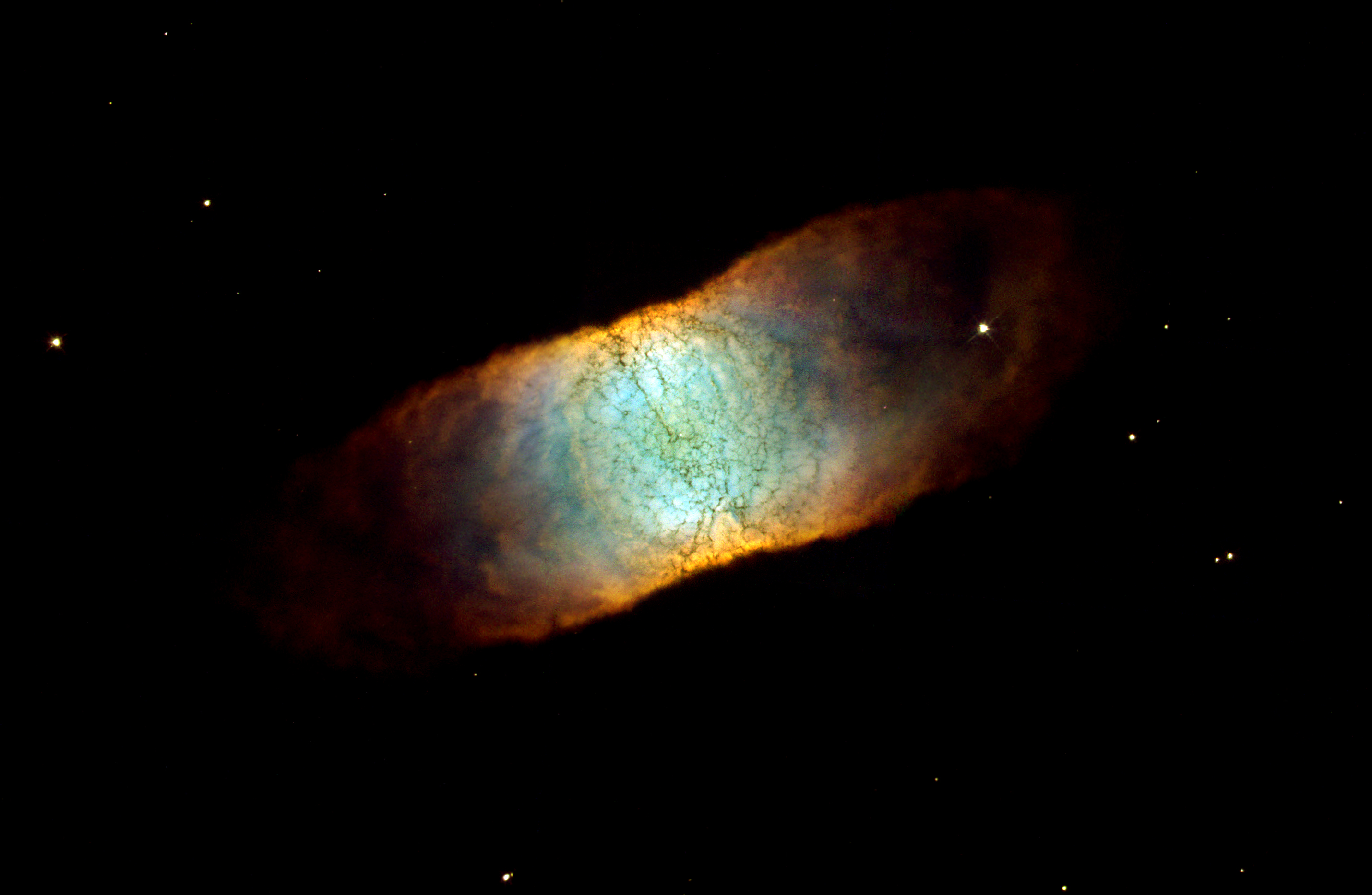
Планетарна туманність IC 4406

- IC 4406 — це планетарна туманність. Вона складається з пилових хмар і має бублика, але через те, що ми спостерігаємо її з боку, вона виглядає майже прямокутною. Ця туманність є біполярною, подібні структури характерні для багатьох планетарних туманностей. Центральна зоря IC 4406 має спектральні характеристики, схожі на зорі Вольфа–Райє — дуже гарячих і масивних світил на завершальній стадії еволюції. Дані, отримані з космічного телескопа Gaia, натякають на можливість того, що ця зоря може бути подвійною[19][20][21].
- NGC 5882 — це невелика, але цікава планетарна туманність у сузір'ї Вовка. Вона розташована приблизно. Вперше її зафіксував 2 липня 1834 року англійський астроном Джон Гершель, який спостерігав небо з обсерваторії Мису Доброї Надії. NGC 5882 утворилася, коли стара зоря досягла завершального етапу свого життя та почала скидати свої зовнішні шари в космічний простір. У результаті утворилася хмара іонізованого газу, яка світиться завдяки випромінюванню гарячої центральної зорі. На вигляд ця туманність нагадує витягнутий еліпс, а довкола неї є слабка зовнішня область, яка поширюється втричі далі за її основну частину. За своїм хімічним складом NGC 5882 подібна до Сонця, але містить удвічі більше азоту. Це вказує на те, що її центральна зоря не проходила через певний етап внутрішніх змін, які зазвичай відбуваються у зір, подібних до нашого світила. Центральна зоря туманності має видиму зоряну величину 13,43, що робить її надто тьмяною для спостереження неозброєним оком. Попри свої невеликі розміри (її радіус становить лише 22,7% від радіуса Сонця), вона світить у 830 разів яскравіше за Сонце. Цікаво, що ця зоря не розташована точно в центрі туманності, що може свідчити про нерівномірний викид речовини під час її утворення[22][23][24][25].

## Зоряні скупчення
NGC 5749, NGC 5822, NGC 5824, NGC 5927 та NGC 5986 — це зоряні скупчення, розташовані в сузір'ї Вовка . Серед них є як розсіяні скупчення молодих зір, так і кулястні скупчення — великі групи старих зір, що тісно пов'язані гравітацією.

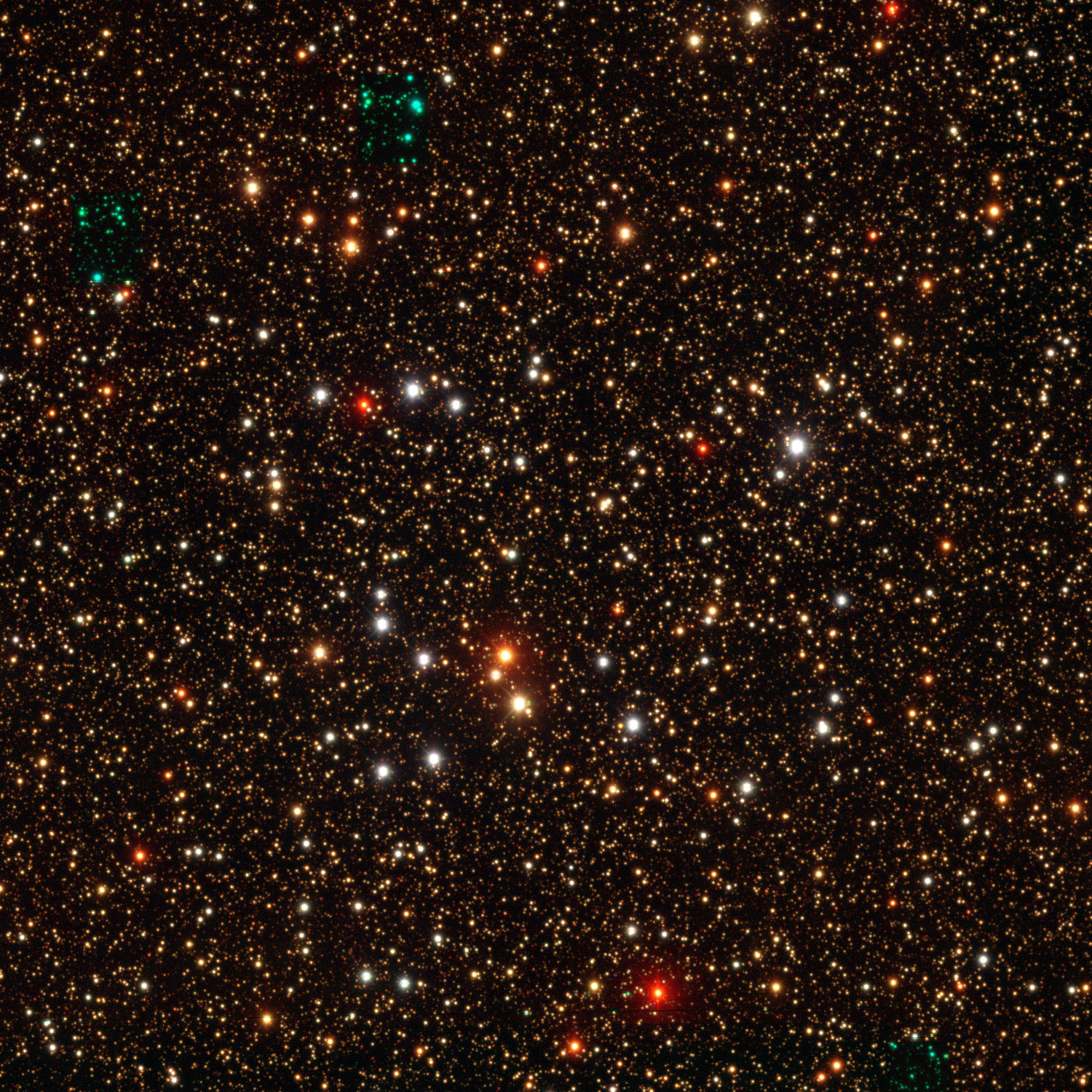
Розсіяне зоряне скупчення NGC 5749

### Розсіяні зоряні скупчення
- NGC 5749 — це розсіяне зоряне скупчення, відстань до нього становить приблизно 3 548 світлових років від Сонця. Вік NGC 5749 становить близько 27 мільйонів років, а його межа Роша сягає 11,7 світлового року. За оцінками, маса скупчення складає приблизно 21 сонячну масу. Спостереження поляризації світла вказують на наявність пилової хмари всередині скупчення[26][27][28].
- NGC 5822 — ще одне розсіяне зоряне скупчення в цьому сузір'ї. Воно було відкрите англійським астрономом Джоном Гершелем 3 липня 1836 року. Воно розташоване недалеко від іншого розсіяного скупчення – NGC 5823, що може означати їхнє спільне походження або навіть можливу взаємодію в минулому[29][30][31].

### Кулясті зоряні скупчення

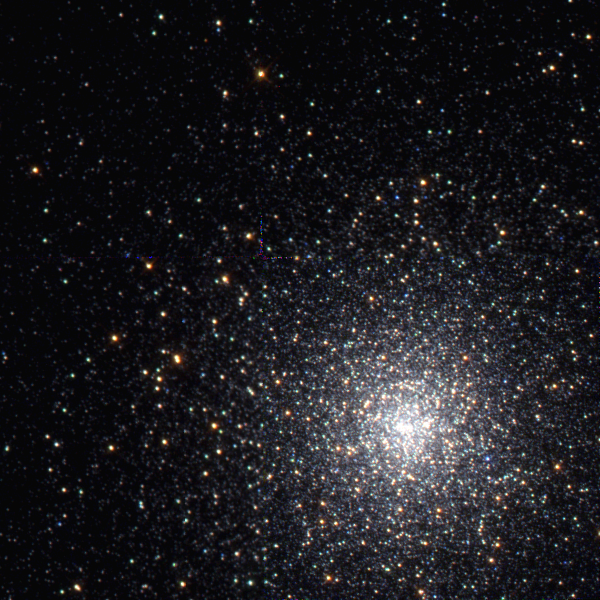
Кулясте зоряне скупчення NGC 5824

- Кулясте зоряне скупчення NGC 5824NGC 5824 — це кулясте скупчення, яке майже розташоване у сузір'ї Вовка, поруч із сузір'ям Кентавра. Незалежно один від одного його відкрили три астрономи: Джеймс Данлоп у 1826 році, Джон Гершель у 1831 році та Е. Е. Барнард у 1882 році. Це досить компактне скупчення, яке можна побачити навіть у невеликі телескопи, проте для розділення його на окремі зорі потрібні інструменти з більшим апертурним отвором[32][33].
- NGC 5927 — ще одне кулясте скупчення, його кутовий діаметр становить приблизно 12 кутових мінут, а видима зоряна величина — +8,86. Це скупчення було відкрито астрономом Джеймсом Данлопом у 1826 році, а пізніше, у 1834 році, його також спостерігав Джон Гершель. На відміну від багатьох інших кулястих скупчень, NGC 5927 є відносно багатим на важкі хімічні елементи, що може вказувати на наявність у ньому кількох поколінь зір[34][35][36].
- NGC 5986 — скупчення, яке знаходиться на відстані близько 34 тисяч світлових років від Сонця. Воно було відкрито 10 травня 1826 року шотландським астрономом Джеймсом Данлопом. Скупчення є частково ретроградним, тобто рухається в напрямку, протилежному до основного обертання Чумацького Шляху. Його середня геліоцентрична променева швидкість становить +100 км/с[37][38][39].